# 꼬마 아씨
꼬마 아씨(Little Wife)는 한국에서 제작된 김응천 감독의 1970년 드라마, 멜로/로맨스 영화이다. 김정훈 등이 주연으로 출연하였고 곽정환 등이 제작에 참여하였다.

## 출연

### 주연
- 김정훈
- 이영옥
- 허장강
- 황정순

## 제작진
- 조명: 김동포
- 미술: 조경환